# Місцевий стандарт спокою
Місцевий стандарт спокою (англ. local standard of rest, LSR) — середня швидкість руху речовини (зокрема, зір) в Чумацькому Шляху поблизу Сонця. Шлях цієї речовини не є точно круговим. Сонце рухається навколо сонячного кола (ексцентриситет e < 0,1) зі швидкістю приблизно 255 км/с за годинниковою стрілкою, якщо дивитися з північного полюса галактики в радіусі ≈ 8,34 кпк навколо центру Галактики, Стрільця A*, і має лише легкий рух у напрямку сонячного апекса відносно місцевого стандарту спокою.
Швидкість місцевого стандарту спокою коливається від 202 до 241 км/с. У 2014 році радіоінтерферометричні спостереження з дуже довгою базою мазерів в масивних областях зореутворення наклали жорсткі обмеження на комбінації кінематичних параметрів, таких як швидкість Сонця по коловій орбіті (Θ0 + V☉ = 255,2 ± 5,1 км/с). Існує значна кореляція між коловою швидкістю на сонячному радіусі, сонячним пекулярним рухом і передбачуваним протиобертанням областей зореутворення. Крім того, локальні оцінки швидкості місцевого стандарту спокою на основі зір в околицях Сонця потенційно можуть дати інші результати, ніж глобальні оцінки, отримані з рухів відносно галактичного центру.